# Вол стрит
Вол стрит (енгл. Wall Street) је улица на Менхетну у Њујорку (САД). Протеже се источно од Бродвеја до Саут стрита на Ист Риверу кроз историјски центар Финансијског дистрикта. Вол стрит је био прво стално седиште Њујоршке берзе па се временом називом Вол стрит почео означавати и крај око ове улице. Вол стрит се такође сматра за једно од средишта економског живота Сједињених Америчких Држава. Неколико изузетно значајних финансијских установа смештено је у зградама које се налазе у овој улици. Међу њима су и: NYSE, NASDAQ и друге. Поједине финансијске институције су своја седишта изместила у друге крајеве Њујорка.

## Историјат
Назив Вол стрит је добила по земљаном зиду који су саградили холандски досељеници 1653. године како би се одбранили од енглеске инвазије. Још пре Америчког грађанског рата улица је била позната као центар финансија у Њујорку. У округу је такође седиште многих инвестиционих банака, државних и општинских трговаца хартијама од вредности, повереничких компанија, комуналија, осигуравајућих друштава и брокерских кућа.

### Временска линија Вол стрита
Развој Вол стрита:
- 1652/53 - Холандски досељеници у Нови Амстердаму граде зид како би заштитили своју колонију од енглеске инвазије копном.
- 1664. - Зид је успешан и Нови Амстердам није окупиран копном. Енглези га освајају морем и преименују колонију у Њујорк
- 1711. - Град Њујорк званично отвара тржиште робова на Вол стриту, селивши финансијски центар града.
- 1837. - Самјуел Морзе лансира свој телеграф у Њујорк Ситију. Прихватили су га трговци на Вол Стриту.
- 1867. - На Вол Стриту се први пут лансира ознака са берзама.
- 1882. - Отвара се Њујоршка робна берза.
- 1882. - Томас Едисон доводи струју у први амерички град, почев од финансијског округа Њујорка.
- 1903 - Отвара се модерна зграда Њујоршке берзе у Броуд стриту и Вол стриту
- 1929. - Берзански колапс, финансијски колапс који брзо доводи до Велике депресије.
- 1971 - лансирана је НАСДАК.
- 1970-их - Током деценије, финансијски центри са Вол стрита, попут Њујоршке берзе и новоствореног НАСДАК-а, почињу да користе рачунаре за покретање својих тржишта.
- 1999. - Конгрес укида закон Глеса Стигла, познатог као Закон о банкама из 1933. године, који је покренуо обнављање поверења у банкарски систем након хиљада банкарских неуспеха у првим годинама Депресије. Тако да су многе банке још једном објединиле своје инвестиционе и депозитарне активности.

## Бик-заштитни знак Вол стрита
Чувена бронзана скулптура бика америчког вајара италијанског порекла Артура ди Модике, позната и по називима Улични бик и Пуњени бик постављена је у центру њујоршке пословне четврти Вол стрит 1989. године. Скулптура је један од најпопуларнијих симбола Њујорка и Вол стрита и углавном се тумачи као споменик агресивном финансијском оптимизму и економском просперитету. Скулптура бика је висока 3,4 m, дуга 4,9 m, а тешка 3.200 kg. Огромна скулптура приказује бика који стоји, погнуте главе на једну страну, са великим очима, ноздрвама које се шире и отвореним устима. Бронзана боја и тврда, метална текстура површине скулптуре наглашава његову бруталну силу. Изглед бика одаје моћ и снагу и указује сликовито да је бесан и спреман за напад. Сви његови мишићи су напети, реп је закривљен попут бича, а дуги, оштри рогови као да истичу да могу да пробуразе и да не би требало да се играју са њим.

### Занимљивост и легенда
Данас је скулптура бика популарна туристичка дестинација која привлачи хиљаде људи дневно, као и једна од најпознатијих слика Њујорка и икона Вол стрита. Урбана легенда каже да трљање носа, рогова и бика доноси срећу.